# يوبلوسيفالس
اليوپلوسيفالس (Euoplocephalus) هو واحد من أكبر أجناس ديناصورات الأنكيلوصوريات، عاش خلال الطباشيري المتأخر في كندا، يوجد نوع واحد معروف منه هو (Euoplocephalus tutus).